# Rio Paraibinha (periodiskt vattendrag)
Rio Paraibinha är ett periodiskt vattendrag i Brasilien.   Det ligger i delstaten Paraíba, i den östra delen av landet, 1 600 km nordost om huvudstaden Brasília.
Omgivningarna runt Rio Paraibinha är huvudsakligen savann. Runt Rio Paraibinha är det ganska glesbefolkat, med 34 invånare per kvadratkilometer.